# Sakoinsé
Sakoinsé är en ort i Burkina Faso.   Den ligger i provinsen Province du Boulkiemdé och regionen Centre-Ouest, i den centrala delen av landet, 50 km väster om huvudstaden Ouagadougou. Sakoinsé ligger 313 meter över havet och antalet invånare är 6 686.
Terrängen runt Sakoinsé är platt. Närmaste större samhälle är Kokologho, 8,2 km öster om Sakoinsé.
Omgivningarna runt Sakoinsé är en mosaik av jordbruksmark och naturlig växtlighet. Runt Sakoinsé är det ganska tätbefolkat, med 139 invånare per kvadratkilometer.